# Don Juan de l'Atlantique

Don Juan de l'Atlantique (The Great Lover) est un film américain réalisé par Alexander Hall, sorti en 1949.

## Synopsis
Freddie Hunter est à la fois journaliste et chef scout. Aujourd'hui il rentre en Amérique avec sa jeune troupe. Il voudrait bien donner l'exemple mais que de tentations sur le paquebot du retour. Notamment la belle duchesse Alexandria, dont il tombe éperdument amoureux.

## Fiche technique
- Titre : Don Juan de l'Atlantique
- Titre original : The Great Lover
- Réalisation : Alexander Hall
- Scénario : Melville Shavelson, Edmund Beloin et Jack Rose
- Musique : Joseph J. Lilley
- Direction artistique : Hans Dreier, Earl Hedrick
- Décors : Sam Comer, Russell Dowd
- Costumes : Edith Head
- Photographie : Charles B. Lang Jr.
- Son : Harold Lewis, Walter Oberst
- Montage : Elizabeth Hoagland
- Société de production et de distribution : Paramount Pictures
- Pays d'origine : États-Unis
- Langue : Anglais
- Format : 1,37:1, 35 mm (positif et négatif), son mono, Noir et blanc
- Genre : comédie
- Dates de sortie : 
  - États-Unis : 23 novembre 1949
  - France : 1er septembre 1950
- Classification en France : tous publics lors de sa sortie

## Distribution
- Bob Hope : Freddie Hunter
- Rhonda Fleming : la grande-duchesse Alexandria
- Roland Young : C.J. Dabney
- Roland Culver : le grand-duc Maximilien
- Richard Lyon : Stanley Wilson
- Gary Gray : Tommy O'Connor
- Jerry Hunter : Herbie
- George Reeves : Williams
- Jim Backus : Higgins
- Sig Arno : l'employé